# داود مهذبیه
داود مهذبیه خواننده قدیمی موسیقی سنتی ایرانی و موسیقی محلی شیرازی است .
او که هم اینک مداح اهل بیت است. خود او می گوید: گرایشم به سمت مداحی انتخاب خودم بوده است و چندین سال است که بیشتر فعالیتم در این حوزه جریان دارد.

## محتوای کاری
بیشتر آثار وی در زمینه موسیقی سنتی و محلی شیرازی است . که در آنها از اشعار شاعران معروف شیرازی از جمله باباطاهر و فائز و دیگر اشعار محلی شیراز استفاده شده است .

## آثار
- آلبوم پسین دلگشا

از جمله آثار وی می توان آلبوم پسین دلگشا را نام برد که با تکنوازی نی استاد رضا جهاندیده و با نوازندگی رضا جهاندیده, منوچهر پژمانفر, سعیدنیا کوثری, فرهاد منورصادق, بهنام هوشمند و سهیل ایوانی در گروه موسیقی صبا اجرا شده و توسط نشر نوای همایون و آوای سپهر منتشر شده است .
خود مهذبیه می گوید: شناساندن موسیقی فولکلور به نسل جوان اصلی ترین دلیل انتشار آلبوم پسین دلگشا بود، اثری که با تکیه بر ملودی های شیرازی و ردیف های آواز ایرانی همچون دستگاه شور، همایون، سه گاه و آواز دشتی، و بهره گیری از  اشعار بزرگانی چون: باباطاهر، فایز دشتی و استاد موید محسنی به بازار آمد.

## بازخوانی
قطعات آلبوم پسین دلگشا به خاطر قدمت و محبوبت و زیبایی خود بارها توسط خوانندگان دیگر با تغیراتی بازخوانی شده است که می توان افراد زیر را به عنوان نمونه نام برد :
- علیرضا افتخاری - آلبوم تو می آیی - قطعه دلبر[۵]
- کوروس سرهنگ زاده - آلبوم آسمون - قطعه محلی شیرازی[۶]
- هایده - آلبوم دشتستانی - قطعه دشتستانی[۷]
- هایده - آلبوم آشنایی - قطعه دشتستانی [۸]
- داود مهذبیه - ارکستر آوای شیراز - سال 1402 [۹]

...